# Meatable
Meatable is een Nederlands biotechnologisch bedrijf dat zich richt op kweekvlees, met name varkensvlees.

## Geschiedenis

### Oprichting
Meatable werd in 2018 opgericht door Krijn de Nood, Daan Luining en Mark Kotter. Luining werkte eerder samen met Mark Post aan de Universiteit Maastricht om de eerste kweekvleesburger te ontwikkelen in 2013, daarna in 2016 bij New Harvest in New York, waar hij Kotter ontmoette, de hoofduitvinder van de opti-ox-technologie. Daarna ontmoette Luining De Nood bij een managementadviesbureau en vervolgens besloten de drie om Meatable op te richten. Als start-upbedrijf begon het te opereren op de campus van de Technische Universiteit Delft. Het bedrijf meldde in september 2018 dat het erin geslaagd was om vlees te laten groeien met pluripotente stamcellen uit dierlijke navelstrengen. Hoewel zulke cellen naar verluidt moeilijk zijn om mee te werken, beweerde Meatable dat het in staat was om hun gedrag zodanig te sturen dat ze spier- of vetcellen zouden worden indien gewenst. Het grote voordeel is dat deze techniek geen foetaal kalfsserum nodig heeft en er dus geen dier gedood hoeft te worden om vlees te produceren. Het was een van de eerste start-ups die de uitdaging van het elimineren van foetaal kalfsserum passeerde. Op 26 september 2018 vertegenwoordigde Luining Meatable bij een rondetafelgesprek over kweekvlees in de Tweede Kamer. Begin oktober 2018 haalde Meatable 3,5 miljoen euro aan fondsen binnen van investeerders. Destijds was de prijs voor het produceren van slechts een kleine hap kweekvlees nog steeds duizenden euro's.

### Proof of concept
Meatable stelde zichzelf ten toon op de Consumer Electronics Show (CES) in Las Vegas op 7 januari 2020. De start-up verklaarde dat het voor het einde van het jaar zijn proof of concept wilde presenteren en in 2022 de markt op gaan. Tegen die tijd werkte Meatable samen met wetenschappers van Cambridge en Stanford om binnen drie weken een hamburger te produceren vanuit slechts een enkele stamcel in een proces dat het bedrijf had geoctrooieerd. In februari zei men van plan te zijn tegen begin 2022 een proeffabriek te hebben gebouwd. In juli 2020 kondigde de gemeente Delft aan dat het 1,5 miljoen euro zou investeren in het ontwikkelen van de Biotech Campus; Meatable was een van de vier innovatieve bedrijven die destijds daar opereerden en van de investering zouden profiteren. Eind 2020 presenteerde Meatable zijn proof of concept: een gekweekt worstje van varkensvlees.

### Fondsenwerving
In maart 2021 verwierf Meatable fondsen van verscheidene investeerders met een gezamenlijke waarde van 40 miljoen euro, bovenop de 10 miljoen euro die het bedrijf al tot zijn beschikking had. Investeerders waren onder meer de Nederlandse voedsel-, gezondheid- en materialenmultinational DSM en Rick Klausner, de voormalige directeur van de Bill & Melinda Gates Foundation. Hun totale kapitaal was destijds ongeveert 53 miljoen euro. Tegen april 2021 was het personeel van Meatable uitgegroeid tot meer dan 40 mensen met 15 verschillende nationaliteiten die verschillende disciplines vertegenwoordigden en afkomstig waren van vele universiteiten. Ze schatten dat de Europese Autoriteit voor Voedselveiligheid (EFSA) in 2023 hun product zou goedkeuren voor de markt en richtten zich op grootschalige beschikbaarheid in winkels in 2025. Hun toekomstige productiefaciliteit zou dan 5.000 kilogram aan kweekvlees per dag moeten produceren.
Op 13 september 2021 kondigde Meatable aan dat het een overeenkomst had gesloten met DSM om 'kweekvlees op grote schaal betaalbaar en beschikbaar te maken.' De twee bedrijven noemden de uitdaging om de kosten van het groeimedium de reduceren (50 tot 90% van de totale productiekosten) en de zoektocht naar de beste smaak en textuur als redenen voor hun samenwerking.

### De markt op
In april 2024 werd Meatable het eerste bedrijf in de Europese Unie die goedkeuring kreeg van de EFSA voor een openbare proeverij van kweekvlees, in dit geval worst, te midden van veel internationale en nationale media-aandacht. CTO Daan Luining wees erop dat het nog enkele jaren zou duren om de productie op te schalen om alle supermarkten te kunnen bedienen, dat kweekvlees slechts een alternatief was dat geleidelijk breder beschikbaar zou worden, waardoor consumenten meer keuzevrijheid zouden krijgen, en dat de traditionele vleesindustrie niet vervangen zou worden.